# Leucanopsis acuta
Leucanopsis acuta là một loài bướm đêm thuộc họ Erebidae. Loài này được George Hampson mô tả năm 1901. Loài này có ở Brasil.